# St. Josef (Ilmenau)

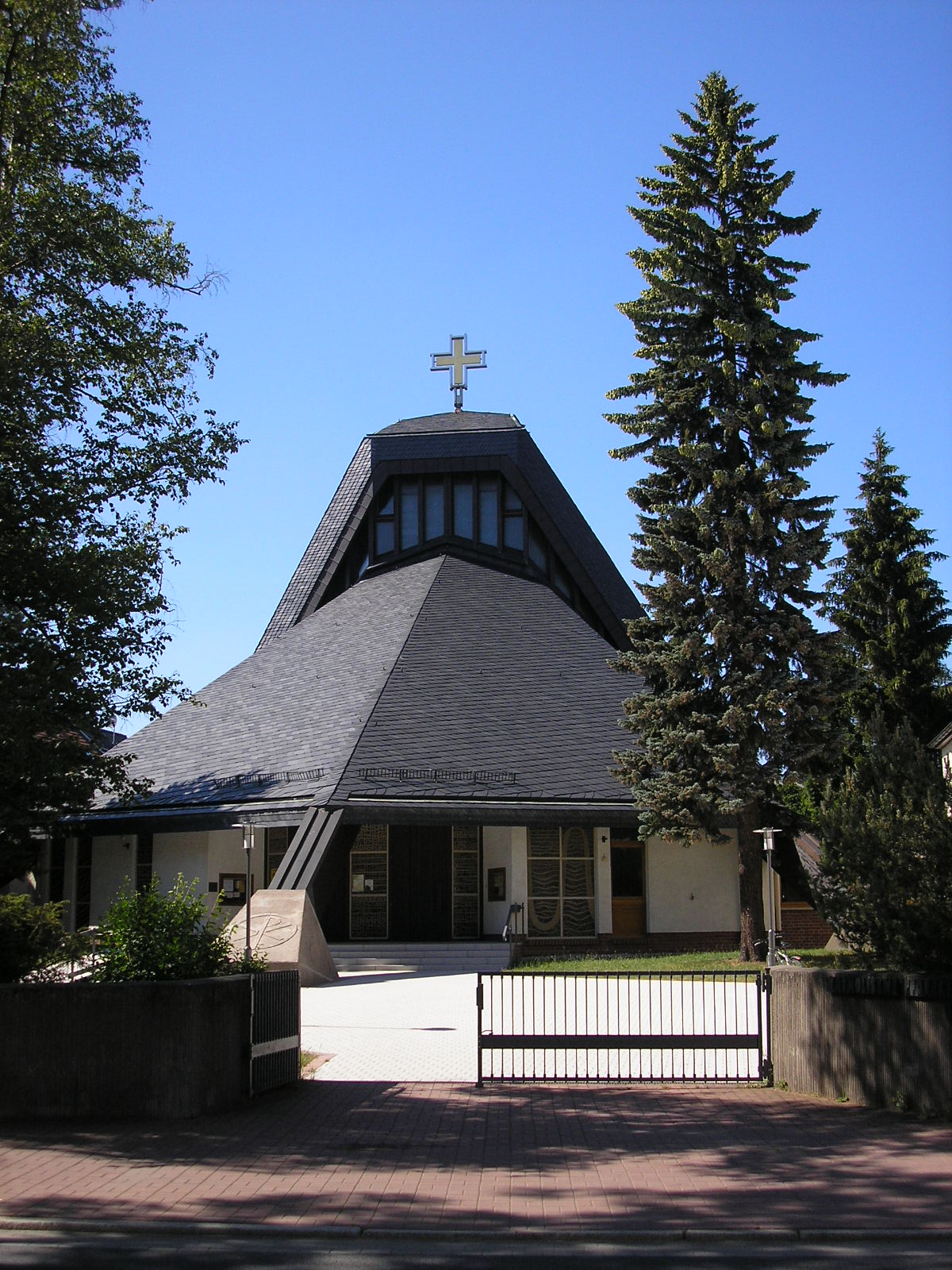
St. Josef

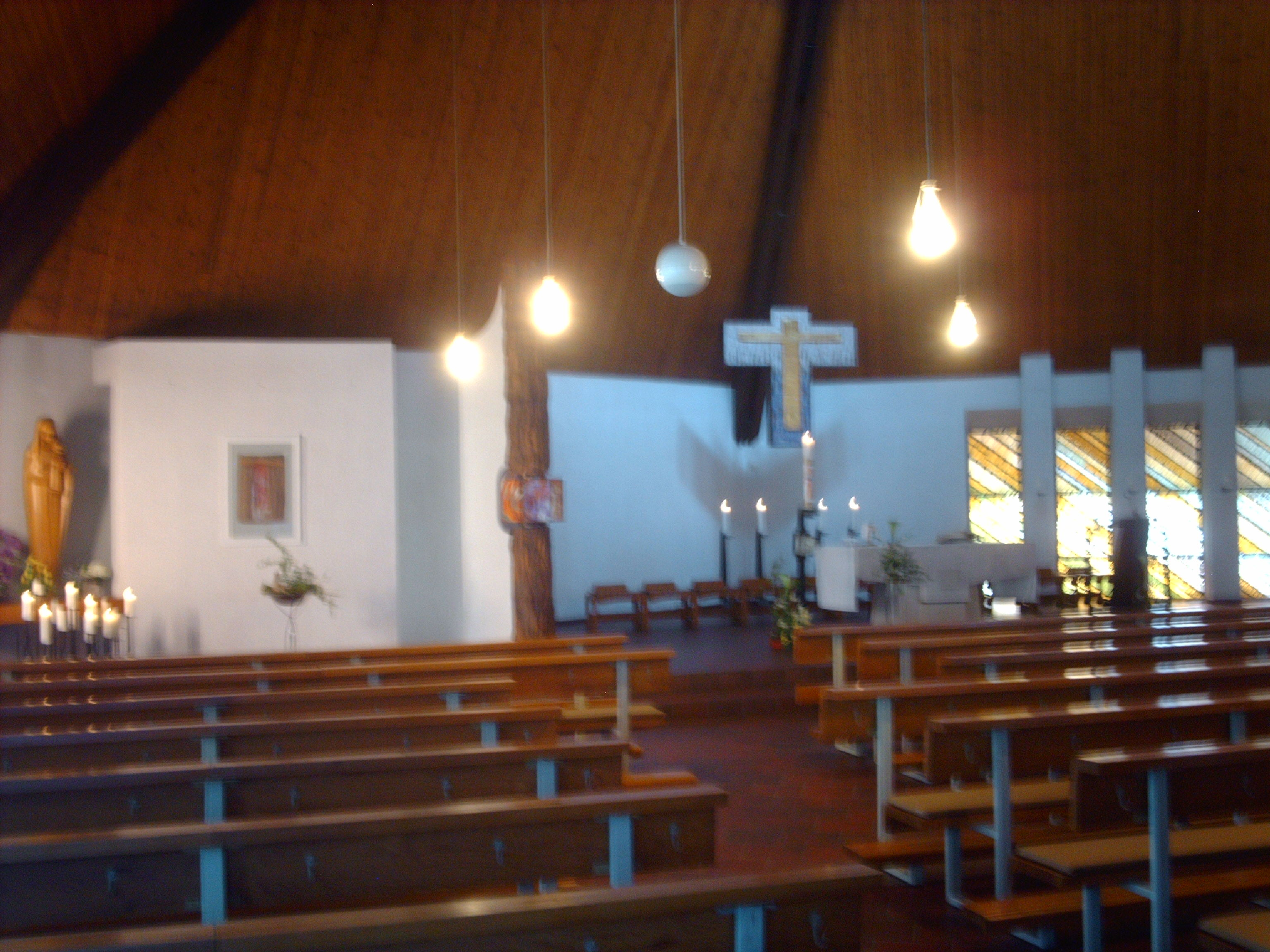
Innenraum

Die römisch-katholische Filialkirche St. Josef steht in Ilmenau im thüringischen Ilm-Kreis. Sie ist Filialkirche der Pfarrei St. Elisabeth Arnstadt, mit der Pfarrkirche Christi Himmelfahrt, im Dekanat Weimar des Bistums Erfurt. Sie trägt das Patrozinium des heiligen Josef von Nazaret.

## Geschichte
Mit der Reformation wurde Ilmenau im 16. Jahrhundert evangelisch. Mit der einsetzenden Industrialisierung im 19. Jahrhundert zogen wieder Katholiken nach Ilmenau. Am 26. April 1896 wurde die erste katholische Messe im Gasthof „zum Deutschen Kaiser“ (später „Bahnhofshotel“) gefeiert.
Im Jahr 1900 gründete sich die KTV Unitas am Standort Ilmenau. Sie bestand vor allem aus Mitgliedern des Thüringischen Technikums, aus dem später die Technische Universität Ilmenau hervorging. Die KTV Unitas wurde im „Dritten Reich“ wie alle anderen Burschenschaften von der NSDAP verboten. Ehemalige Mitglieder gründeten sie später in Kassel als KTV Unitas Ilmenau/Kassel neu. Parallel wurde im Geheimen auch in Ilmenau die KTV Unitas Ilmenau wiedergegründet. Sie bestand unter dem Deckmantel der Studentengemeinde. Beide Verbindungen erfuhren erst nach der Wiedervereinigung voneinander. Die KTV Unitas Ilmenau besteht heute, mangels Nachwuchs, nur noch aus alten Herren. Einige ihrer Traditionen gingen in die Studentengemeinde ein.
Der erste katholische Geistliche wurde 1900 in Ilmenau eingesetzt und 1901 die Gemeinde Ilmenau gegründet. Im selben Jahr wurde das Missionshaus in der Unterpörlitzer Straße durch das Bischöfliche Generalvikariat in Fulda genehmigt und gebaut. Das Missionshaus verfügte im Erdgeschoss über eine Kapelle St. Josef, in der die Gottesdienste gefeiert wurden. Heute nutzt die Gemeinde die Kapelle als großen Saal, wobei der einstige Haupteingang nur noch sporadisch verwendet wird.

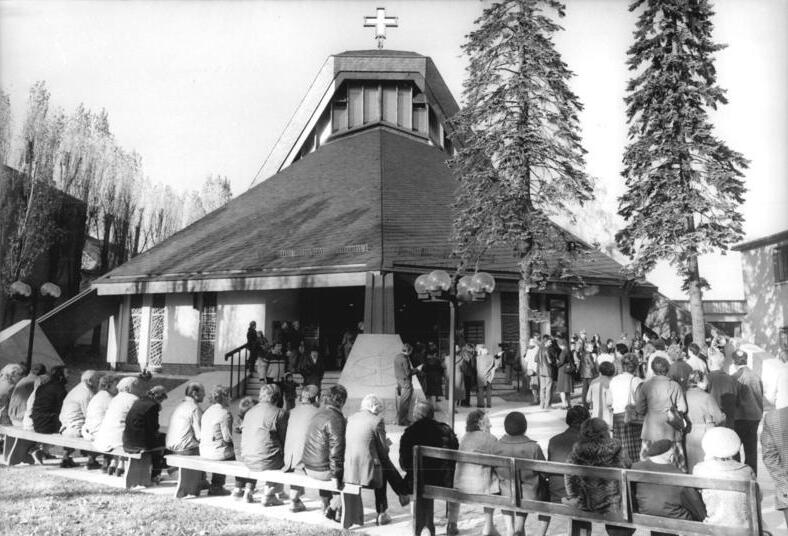
Weihe der Kirche am 24. November 1983

Das NS-Regime verbot verschiedene katholische Vereine und Vereinigungen und erschwerte durch verschiedene Verordnungen das bisherige Gemeindeleben. Gleichzeitig zogen zum Ende des Zweiten Weltkrieges viele katholische Flüchtlinge nach Ilmenau und erhöhten damit die Gläubigenzahl. 1947 wurde eine Schwesternstation eingerichtet, die 1969 wieder aufgelöst wurde. 1953 wurde die Katholische Studentengemeinde Ilmenau gegründet. 1964 wandelte das Bistum die Pfarrkuratie Ilmenau in die kanonische Pfarrei Ilmenau um. Die Kapelle im Missionshaus stellte sich schon früh als zu klein für die Gemeinde heraus, weshalb bei der DDR-Regierung ein Antrag auf einen Kirchbau gestellt wurde. Die SED stand diesem jedoch lange Zeit ablehnend gegenüber. Erst im Rahmen des Bauprogramms des staatlichen Außenhandelsunternehmens Limex wurde der Bau 1979 bewilligt und 1983 fertiggestellt. Damit war die Ilmenauer Gemeinde eine der wenigen, die einen Kirchenneubau in der DDR bewilligt bekommen hat.
1989 beteiligte sich die katholische Gemeinde aktiv am Wendeprozess. Pfarrer Sammet saß selbst an runden Tischen und organisierte Demonstrationsmärsche. Außerdem stand das Pfarrhaus verschiedenen Organisationen zur Verfügung. So war es zeitweise bekannt als das „Haus der Demokratie“, da hier, teilweise parallel, das Neue Forum, der Demokratische Aufbruch, die Deutsche Soziale Union, die SPD und eine inhaltlich erneuerte CDU tagten. Am 12. Dezember 1990 öffnete der Christliche Kindergarten St. Martin.
Die Gemeinde umfasst ca. 1990 Gemeindemitglieder (Stand Mai 2012), die in Ilmenau und den zur Gemeinde gehörenden 30 Ortschaften wohnen. Davon leben ca. 1330 in der Stadt Ilmenau (einschließlich ihrer Ortsteile). Das Gebiet der Gemeinde deckt sich ungefähr mit dem ehemaligen Kreis Ilmenau. Damit haben die Katholiken einen Anteil von rund 3,3 % an der Bevölkerung in der Region und rund 5,2 % in der Stadt.
Am 1. Januar 2017 ging im Zuge einer allgemeinen Gemeindereform des Bistums Erfurt die Pfarrei Ilmenau in der Pfarrei St. Elisabeth Arnstadt auf. Die neue Pfarrei umfasst ein Gebiet, das sich von Erfurt bis zum Rennsteig erstreckt. Das Gebiet deckt sich ungefähr mit dem heutigen Ilm-Kreis.

### Studentengemeinde
Die Katholische Studentengemeinde (KSG) gründete sich 1953 aus einem Studentenkreis der Gemeinde St. Josef, seitdem treffen sich deren Mitglieder regelmäßig zu Vorträgen und Diskussionen. Die KSG hat ein eigenes Haus in der  Manggasse 8. Der Patron der Gemeinde ist der heilige Thomas Morus. Um den 22. Juni, dem Gedenktag des heiligen Thomas Morus, begeht die KSG ihr Patfest.

## Architektur
Die Kirche wurde mit Hilfe des Bonifatiuswerkes gebaut. Sie wurde von Wolfgang Lukassek entworfen und ist einem Zelt nachempfunden, das auf sechs Holzträgern ruht. Das Zelt trägt die Symbolik des wandernden Volks und bedeutete den Christen in der DDR Schutz. Die Kirche ist Richtung Nord-Westen ausgerichtet, wobei das Dachfenster gen Süd-Osten zeigt. Rechts schließt sich ein einstöckiger Anbau an, der die Kirche mit dem ehemaligen Missionshaus verbindet. In ihm sind die Sakristei, ein Gruppenraum, Toiletten und mehrere Abstellkammern untergebracht.

## Ausstattung
Das Kreuz ist teilweise vergoldet. Um den Corpus Christi herum sind symbolisch die 12 Feuerzungen, die zu Pfingsten auf die Apostel herabkamen, dargestellt. Ebenso sind die sieben Werke der Barmherzigkeit darauf dargestellt.
Die Bänke in der Kirche sind in vier Bereiche geteilt, wobei es keinen Hauptgang gibt. Links neben dem Altar befindet sich der Tabernakel, der das Feuer symbolisiert. Auf der anderen Seite der Kirche, zwischen Sakristei und Haupteingang, steht im Gegensatz dazu der Taufstein, der zusammen mit den Fenstern hinter ihm das Wasser symbolisiert. Die Kirchenfenster wurden von Christof Grüger entworfen und so gestaltet, dass ein Farbverlauf vom Wasser (blau) zum Feuer (rot) erkennbar ist. Das Fenstermosaik lässt sich als vom Kreuz ausgehende Sonnenstrahlen interpretieren.
Links neben dem Tabernakel ist ein Marienaltar aufgebaut. Rechts neben dem Altar finden sich ein mobiler Ambo und eine Holzstatue von Josef dem Arbeiter.

## Orgel

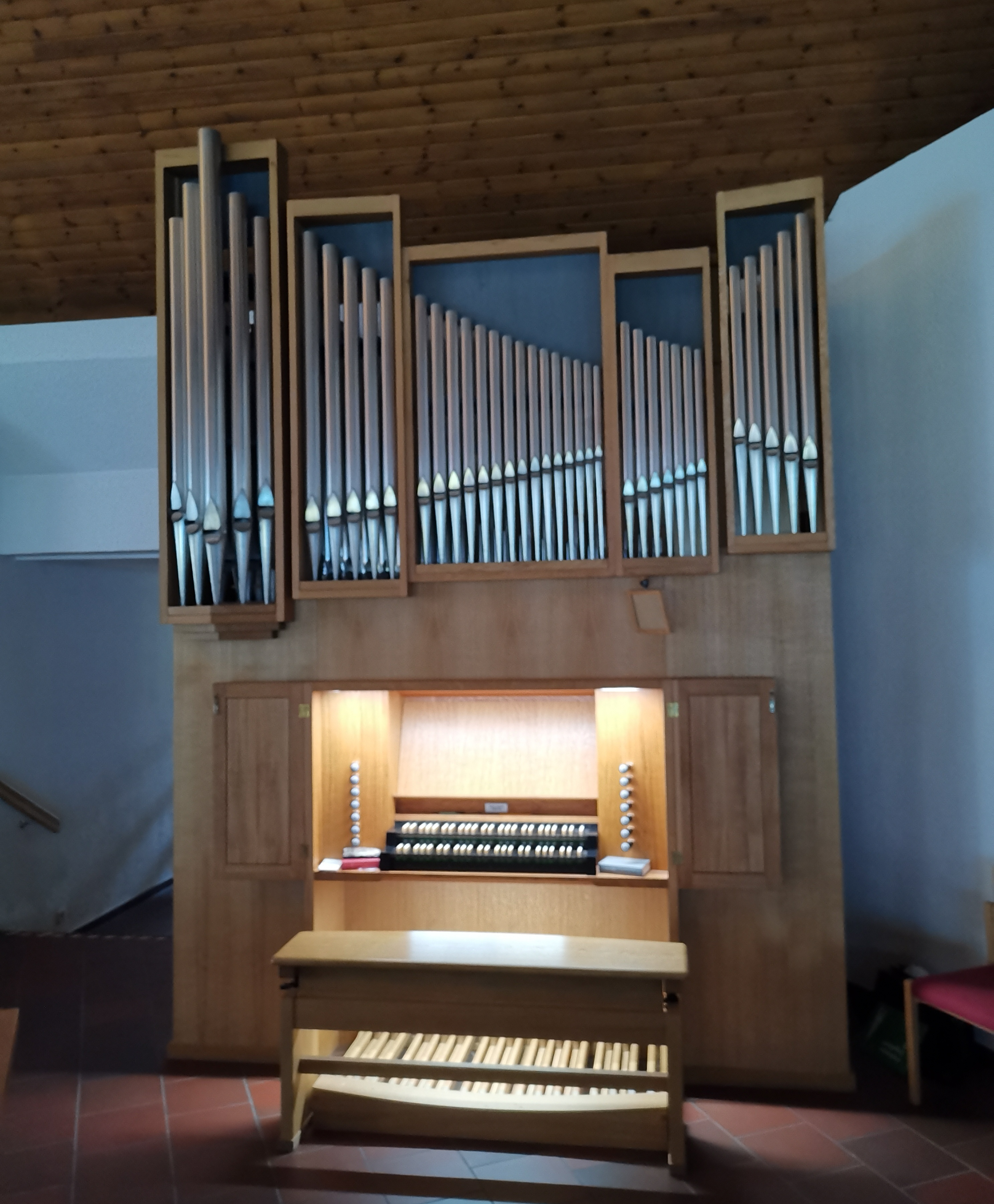
Die Orgel in St. Josef

Ab 1969 gab es die erste Orgel von der Orgelbaufirma Schönefeld. Sie bestand aus 7 Registern verteilt auf Manual und Pedal und stand im Saal des Pfarrhauses, der als Kapelle genutzt wurde.
Im Jahr 1983 wurde die Orgel nach dem Neubau der Kirche in diese überführt und angepasst.
Im Jahr 2013 beschlossen der Pfarrgemeinderat und Kirchenvorstand der Gemeinde sowie der Orgelsachverständige eine Generalreparatur und Erweiterung der Orgel, die 2015 abgeschlossen wurde. Dieser Auftrag ging wieder an die Firma Schönefeld. Die heutige Orgel verfügt über 14 Register auf zwei Manualen und Pedal. Register- und Tontraktur sind mechanisch. Die Disposition lautet wie folgt:
| I Hauptwerk C–g3 |    |
| Salizional       | 8′ |
| Holzgedackt      | 8′ |
| Prinzipal        | 4′ |
| Koppelflöte      | 4′ |
| Oktave           | 2′ |
| Mixtur III-IV    |    |

| II Solowerk C–g3 |        |
| Flauto           | 8′     |
| Gedacktflöte     | 4′     |
| Nasat            | 2–2/3′ |
| Waldflöte        | 2′     |
| Terz             | 1–3/5  |

| Pedal C–f1 |     |
| Subbaß     | 16′ |
| Bassflöte  | 8′  |
| Trompete   | 8′  |

- Koppeln: II/I, I/P, II/P

## Seelsorger
- Damian Dangel, 1900–?
- Johannes Bröhl, ?–1954
- Anton Goeb, 1954–1967
- Gerhard Marx, 1968–1972
- Arno Wand, 1972–1973
- Gerhard Sammet, 1973–2002
- Stephan Riechel, 2002–2015[10]
- Herbert Meyer, 2015–2022[10]
- Jean Francois Uwimana (moderierender Priester) und Claudia Wanierke (pastorale Pfarrbeauftragte), seit 2022